# Parvilux ingens
Parvilux ingens és una espècie de peix de la família dels mictòfids i de l'ordre dels mictofiformes.

## Morfologia
- Els mascles poden assolir 20 cm de longitud total.
- Nombre de vèrtebres: 35-38.[5]

## Reproducció
És ovípar amb larves i ous planctònics.

## Depredadors
És depredat per Stenella attenuata.

## Hàbitat
És un peix marí i de clima tropical que viu entre 100-500 m de fondària.

## Distribució geogràfica
Es troba al Pacífic oriental: des d'Oregon fins al sud de Califòrnia (Estats Units) i Mèxic.